# Allgemeine Deutsche Biographie

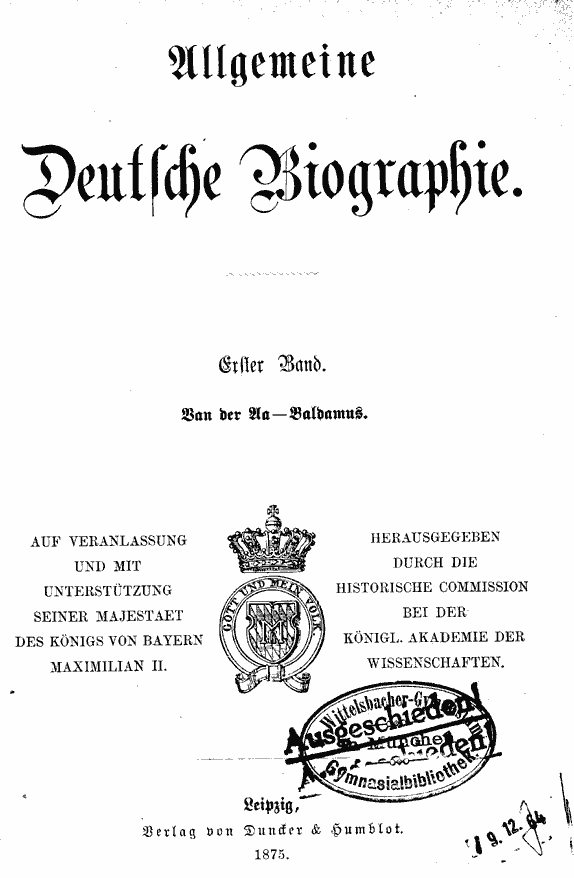
Karta tytułowa tomu pierwszego z 1875

Allgemeine Deutsche Biographie (ADB) — niemiecki słownik biograficzny, który ukazywał się w latach 1875–1912 (dodruk 1967–1971). Przygotowany został przez Komisję Historyczną Bawarskiej Akademii Nauk, redaktorem naczelnym był Rochus Freiherr von Liliencron. Ukazywał się w Lipsku nakładem wydawnictwa Duncker & Humblot. Obejmuje 56 tomów biogramów ok. 26 500 osób zmarłych przed rokiem 1900, które działały w strefie kulturowej języka niemieckiego; Niderlandy uwzględnione zostały do 1648.
Projektem stanowiącym kontynuację ADB jest Neue Deutsche Biographie (NDB).

## Spis tomów
1. Van der Aa – Baldamus., 1875
2. Balde – Bode, 1875
3. Bode – von Carlowitz, 1876
4. Carmer – Deck, 1876
5. Von der Decken – Ekkehart, 1877
6. Elben – Fickler, 1877
7. Ficquelmont – Friedrich Wilhelm III. von Sachsen-Altenburg, 1878
8. Friedrich I. von Sachsen-Altenburg – Gering, 1878
9. Geringswald – Gruber, 1879
10. Gruber – Hassencamp, 1879
11. Hassenpflug – Hensel, 1880
12. Hensel – Holste, 1880
13. Holstein – Jesup, 1881
14. Jetzer – Kähler, 1881
15. Kähler – Kircheisen, 1882
16. Kircher – v. Kotzebue, 1882
17. Krabbe – Lassota, 1883
18. Lassus – Litschower, 1883
19. v. Littrow – Lysura, 1884
20. Maaß – Kaiser Maximilian II, 1884
21. Kurfürst Maximilian I. – Mirus, 1885
22. Mirus – v. Münchhausen, 1885
23. v. Münchhausen – v. Noorden, 1886
24. van Noort – Ovelacker, 1887
25. Ovens – Philipp, 1887
26. Philipp (III.) von Hessen – Pyrker, 1888
27. Quad – Reinald, 1888
28. Reinbeck – Rodbertus, 1889
29. v. Rodde – v. Ruesch, 1889
30. v. Rusdorf – Scheller, 1890
31. Scheller – Karl Schmidt, 1890
32. Karl v. Schmidt – G. E. Schulze, 1891
33. Hermann Schulze – G. Semper, 1891
34. Senckenberg – Spaignart, 1892
35. Spalatin – Steinmar, 1893
36. Steinmetz – Stürenburg, 1893
37. Sturm (Sturmi) – Thiemo, 1894
38. Thienemann – Tunicius, 1894
39. Tunner – de Vins, 1895
40. Vinstingen – Walram, 1896
41. Walram – Werdmüller, 1896
42. Werenfels – Wilhelm d. Jüngere, Herzog zu Braunschweig und Lüneburg, 1897
43. Wilhelm d. Jüngere, Herzog zu Braunschweig und Lüneburg – Wölfelin, 1898
44. Günzelin von Wolfenbüttel – Zeis, 1898
45. Zeisberger – Zyrl; Nachträge [suplement] bis 1899: v. Abendroth – Anderssen, 1900
46. Nachträge bis 1899: Graf J. Andrassy – Fürst Otto von Bismarck, 1902
47. Nachträge bis 1899: v. Bismarck-Bohlen – Dollfus, 1903
48. Nachträge bis 1899: Döllinger – Friedreich, 1904
49. Nachträge bis 1899: Kaiser Friedrich III. – Hanstein, 1904
50. Nachträge bis 1899: Harkort – v. Kalchberg, 1905
51. Nachträge bis 1899: Kálnoky – Lindner, 1906
52. Nachträge bis 1899: Linker – Paul, 1906
53. Nachträge bis 1899: Paulitschke – Schets, 1907
54. Nachträge bis 1899: Scheurl – Walther, 1908
55. Nachträge bis 1899: Wandersleb – Zwirner, 1910
56. Generalregister [indeks generalny], 1912